# اتفاقية الشراكة بين تونس والاتحاد الأوروبي
اتفاقية الشراكة بين تونس والاتحاد الأوروبي هي اتفاقية شراكة وقعت في 17 يوليو 1995 ودخلت حيز التنفيذ في 1 مارس 1998 واحتوت على هدف هام وهو القيام بمنطقة تجارة حرة بين الجهتين. هذه الاتفاقية هي جزء من الشراكة الأورومتوسطية.

منذ 2008، أصبحت المنتجات الصناعية الأوروبية الداخلة إلى تونس معفاة تماما من الرسوم الجمركية، وهو تاريخ الانتهاء من تفكيك الرسوم الجمركية على المنتجات الصناعية الذي بدأ في 1995 عملا باتفاقية الشراكة بين الجهتين.

مستوى الشراكة المميزة بين الاتحاد الأوروبي وتونس تم توقيعه في 19 نوفمبر 2012، وهدفه الأساسي هو تطوير العلاقات الاقتصادية والتجارية بهدف تنصيب اتفاق التبادل الحر الشامل والمعمق التي بدأ النقاش حولها في 2015.

## مقالات ذات صلة
- علاقات تونس والاتحاد الأوروبي.

## روابط خارجية
- اتفاقية الشراكة بين تونس والاتحاد الأوروبي على موقع هيئة العمل الخارجي الأوروبي.